# Warszawski Klub Sportowy Gwardia Warszawa 1955-1956
Questa voce raccoglie le informazioni riguardanti il Warszawski Klub Sportowy Gwardia Warszawa nelle competizioni ufficiali della stagione 1955-1956.

## Avvenimenti
Il Gwardia raggiunge la nona posizione in campionato. La società di Varsavia partecipa alla prima edizione della Coppa dei Campioni: i polacchi vengono estromessi dalla compagine svedese Djurgården (4-1).

## Organico

### Rosa
| N. |                    | Ruolo | Calciatore             |
| -- | ------------------ | ----- | ---------------------- |
|    | Polonia (bandiera) | P     | Tomasz Stefaniszyn     |
|    | Polonia (bandiera) | D     | Zdzisław Maruszkiewicz |
|    | Polonia (bandiera) | D     | Wojciech Woźniak       |
|    | Polonia (bandiera) | C     | Wojciech Hodyra        |
|    | Polonia (bandiera) | C     | Zygmunt Ochmanski      |
|    | Polonia (bandiera) | C     | Emil Szarzyński        |

| N. |                    | Ruolo | Calciatore            |  |
| -- | ------------------ | ----- | --------------------- |  |
|    | Polonia (bandiera) | C     | Edmund Zientara       |  |
|    | Polonia (bandiera) | A     | Krzysztof Baszkiewicz |  |
|    | Polonia (bandiera) | A     | Adam Brzozowski       |  |
|    | Polonia (bandiera) | A     | Stanislaw Hachorek    |  |
|    | Polonia (bandiera) | A     | Stanislaw Markowski   |  |
|    | Polonia (bandiera) | A     | Ryszard Wiśniewski    |  |